# シティ・オブ・ブラッド
『シティ・オブ・ブラッド』（原題：Streets of Blood）は2009年のアメリカ映画。
ヴァル・キルマー主演。
『ロッキー』シリーズのプロデューサー、アーウィン・ウィンクラーが製作を行い、息子のチャールズ・ウィンクラーが監督を行った。
劇場未公開。50セント、シャロン・ストーン、マイケル・ビーンなど、有名俳優が出演するも、ビデオスルーとなった。

## ストーリー
ハリケーン・カトリーナにより治安の悪化したニューオリンズ。麻薬課の刑事アンディは相棒のスタンと共に、時には法を無視しながらも、台頭するギャングの取り締まりを行う。ある日、同僚の汚職刑事ペペとバーニーが、潜入捜査中の連邦捜査官を射殺してしまう。心に傷を負った彼らは、定期的にニーナのカウンセリングを受ける。一方、FBIの捜査官ブラウンは、麻薬課の汚職に目をつけ監視を強化する。麻薬組織「ラテンキングス」の動きが活発化すると、アンディはFBIに監視されながらもなんとか組織を潰そうと奮闘するが、内通者の存在に気付き始める。

## キャスト
※括弧内は日本語吹替
- アンディ・デヴロー - ヴァル・キルマー（森川智之）
- スタン・ジョンソン - 50セント（三宅健太）
- ニーナ・フェラーロ - シャロン・ストーン（勝生真沙子）
- マイケル・ブラウン - マイケル・ビーン（家中宏）
- ペペ・ヴァスケス - ホセ・パブロ・カンティージョ（髙階俊嗣）
- バーニー・バレンタイン - ブライアン・プレスリー（小野塚貴志）
- ジョン・フレンドリー署長 - バリー・シャバカ・ヘンリー（辻親八）
- レイ・デラクロワ - ダヴィ・ジェイ
- ヨランダ - ピラール・サンダース

## スタッフ
- 監督：チャールズ・ウィンクラー
- 脚本：ユージン・ヘス
- 原案：ユージン・ヘス、デニス・ファニング
- 製作：チャールズ・ウィンクラー、アーウィン・ウィンクラー、ランドール・エメット、ジョージ・ファーラ、アヴィ・ラーナー、マシュー・オトゥール、ジョン・トンプソン
- 製作総指揮：ボアズ・デヴィッドソン、ダニー・ディムボート、ウォーレン・Ｔ・ゴズ、ダニー・ラーナー、スチュワート・マクマイケル、トレヴァー・ショート
- 音楽：スティーヴン・エンデルマン
- 撮影：ロイ・Ｈ・ワグナー
- 編集：クレイトン・ハルシー